# Liste des députés des départements français de Suisse
Cette page liste l'ensemble des députés français élus des départements français de Suisse.

## D
- Emmanuel-Étienne Duvillard de Durand

## F
- Jean-Baptiste Frarin

## L
- Jacques Lefort
- Antoine Lémane

## M
- Sigismond Moreau de Delémont

## P
- Jean Marc Jules Pictet de Sergy Pictet-Diodati
- François Plagnat

## R
- Charles Emmanuel de Rivaz
- Ignace Rougemont

## W
- Jean-Georges Othon Martin Victorin Zenturie Willmar